# Last Man Standing (musikalbum av E-Type)

Last Man Standing är E-Types tredje studioalbum, och släpptes 27 november 1998. Namnet på skivan kom, enligt E-Types dåvarande hemsida, från att det ansågs att musikstilen eurodance var död, men att E-Type var den sista i genren som stod kvar när de andra fallit. 
E-Type vann en Grammis för Modern dans med motiveringen: ”Med ett album innehållande starka melodier, eggande driv och dansglädje har E-Type etablerat sig som en av de riktigt stora inom den svenska pop och dans-traditionen.” Hela albumet tillägnades Denniz Pop, sålde dubbel platina och Nana Hedin sjöng på sex av låtarna på albumet. 
Singeln Angels Crying släpptes på sommaren 1998 och hamnade på plats två på Sverigetopplistan, och efterföljdes av singeln Here I Go Again som blev etta i både Sverige och i Finland. 
I musikvideorna till dessa båda var temat skräckfilmer. I Angels Crying fanns det likheter med filmserien Fredagen den 13:e och i Here I Go Again var det Poltergeist som var förebild. Även Princess of Egypt och Hold Your Horses släpptes som singlar 1999.

## Låtlista
1. Intro - Ultimo homo statans
2. Angels Crying
3. Here I Go Again
4. Princess of Egypt
5. Hold Your Horses
6. I'm Flying
7. Morning Light
8. I'll Always Be Around
9. Walk Away
10. I'll Find A Way
11. So Far Away
12. Angels Country
13. PoP Preludium

## Producenter
- 1, 6, 13: E-Type
- 2, 3: Kristian Lundin, Max Martin, E-Type
- 4, 8: Per Magnusson, David Kreuger
- 5: Rami
- 7: David Kreuger, John Amatiello
- 9: Playmate
- 10: Jake
- 11: Jake, John Amatiello
- 12: E-Type, Johan Dereborn[8]